# Русское fantasy
Книжная серия издательства Азбука.

История этой серии берёт исток в серии Fantasy издательства «Северо-Запад». Когда она в 1995 закрылась, два её основателя: Максим Крютченко и Вадим Назаров вместе с частью сотрудников «Северо-Запада» основали новое издательство «Азбука». Туда они забрали уже подготовленную к изданию рукопись романа «Волкодав» Марии Семёновой, с которой и началась новая издательская серия.
В начале «Русское fantasy» было совместным проектом двух издательств: в проекте участвовало московское издательство «Терра — Книжный клуб», помогавшая молодой «Азбуке». В совместном владении этих двух издательств была также серия «Терра — fantasy». В связи с кризисом 1998 года совместные проекты были свёрнуты, Назаров ушёл в «Амфору», а директором «Азбуки» стал Максим Крютченко.
Серия продолжала издаваться до 2001 года. Затем было решено обновить дизайн, а вместе с ним название и логотип. Под старым названием в 2003 был издан последний роман о Волкодаве (в двух книгах: Волкодав. Знамение пути и Волкодав. Самоцветные горы. Последними книгами серии стали переиздания книг Марии Семёновой «Поединок со Змеем» и «Лебединая дорога».
Также в этой серии был впервые опубликованы циклы Андрея Лазарчука «Опоздавшие к лету» и «Кесаревна Отрада», его совместный роман с Михаилом Успенским «Посмотри в глаза чудовищ» (и его продолжение «Гиперборейская чума»). Тут же была полностью издана трилогия Успенского о Жихаре «Там, где нас нет». Изданы романы Елены Хаецкой «Вавилонские хроники» и «Мракобес», переиздан «Меч и радуга». Вышла первая часть эпического романа Далии Трускиновской «Шайтан-звезда».
Единственным переводным автором, опубликованным в серии «Русское fantasy» стал польский писатель Феликс Кресс.
В этой серии вышло также три романа супругов Дяченко: «Скрут», «Ведьмин век» и «Пещера». Авторы были категорически не согласны с редактурой «Ведьминого века» и заявили, что они не имеют отношения к версии, отредактированной в «Азбуке».
В «русском fantasy» была начата публикация книг Макса Фрая (первые издания «Хроник Ехо» вышли под именем Максим Фрай). В 2001 году после ухода из «Азбуки» Назарова, Светлане Мартынчик раскрыла, что за данным псевдонимом скрывается именно она. Она также рассказала о сделанных ей до этого предложениях превратить «Хроники Ехо» в межавторский проект, выпускаемый под единым псевдонимом, и попытке зарегистрировать имя «Макс Фрай» как торговую марку издательства Азбука.